# Омелян Мазурик
Омелян Мазурик (пол. Omelian Mazuryk; 2 лютого 1937, село Брижава, Польща — 13 листопада 2002, Париж, Франція) — український лемківський художник.

## Життєпис
Омелян Мазурик народився в 1937 році, в селі Брижава поблизу Бірчі на межі Перемиського і Сяноцького повітів.
В 1947 році разом з сім'єю був виселений з села в рамках операції «Вісла» під Вроцлав.
В 1964 році закінчив Академію образотворчих мистецтв у Кракові. Тема магістерської роботи — «Українське церковне мистецтво», на основі студій українських церков на Лемківщині. В музеї міста Сянок ґрунтовно вивчав лемківські ікони. 1967 року виїхав до Франції. В 1968 році закінчив в Парижі вищу школу мистецтв L'Ecole des Beaux Arts. Подорожував по Югославії, Болгарії, Греції та Україні, де, зокрема, вивчав сакральне мистецтво на Київщині, Волині та Гуцульщині. Автор множинних образів на світську тематику і алегоричних малюнків. Його спеціалізацією був іконопис. Серед його образів відзначаються твори «Пасха Господня» (1975), «Лемківська церква в Поворознику» (1987), «Лемківська церква з похилим хрестом», «Лемківська церква» (1990).
Мав понад 30 виставок в Україні, в Франції, США, Канаді, Німеччині, Італії, Бельгії. Перша колективна виставка відбулася в Київському університеті в 1964 році, перша персональна — в 1972 році в Парижі. Створив в 1971 році іконостас для Церкви святого Володимира на бульварі Сен-Жермен в Парижі, каплиці Shevchenko Scientific Society в місті Сарсель (Франція), української катедри в Саскачевані в Канаді, української католицької семінарії Святого Духу в Оттаві.
Першу нагороду отримав на міжнародній виставці у Франції в 1980 році за ікону «Розп'яття».
У 2001–2002 роках був професором Академії образотворчих мистецтв в Львові.
Творчі роботи Омеляна Мазурика виставлялись в Національному художньому музеї України, Запорізькому художньому музеї, Українському католицькому центрі святого Климента (Рим). У 1990 році його твори експонувалися у Львові.
Омелян Мазурик ввійшов в список «Визначні українці Польщі», створений газетою «Наше слово» Українського Суспільно-Культурного Товариства в Польщі.
Був племінником різьбяра Миколи Мазурика.